# Буконвил Воклер
Буконвил Воклер (фр. Bouconville-Vauclair) насеље је и општина у североисточној Француској у региону Пикардија, у департману Ен (Пикардија) која припада префектури Лаон.
По подацима из 2011. године у општини је живело 194 становника, а густина насељености је износила 14,88 становника/km². Општина се простире на површини од 13,04 km². Налази се на средњој надморској висини од 110 метара (максималној 207 m, а минималној 84 m).

## Демографија
| 1962. | 1968. | 1975. | 1982. | 1990. | 1999. | 2011. |
| ----- | ----- | ----- | ----- | ----- | ----- | ----- |
| 166   | 196   | 180   | 184   | 170   | 161   | 194   |

График промене броја становника у току последњих година